# Спас-Ямщики (Вологодская область)
Спас-Ямщики — село в Междуреченском районе Вологодской области.
Входит в состав Старосельского сельского поселения (с 1 января 2006 года по 8 апреля 2009 года было центром Ноземского сельского поселения), с точки зрения административно-территориального деления — центр Ноземского сельсовета.
Расстояние до районного центра Шуйского по автодороге — 27 км, до центра муниципального образования Старого по прямой — 3 км. Ближайшие населённые пункты — Артемьево, Лысково, Острецово, Косово, Букино.
По переписи 2002 года население — 349 человек (175 мужчин, 174 женщины). Преобладающая национальность — русские (96 %).